# Brachionidium diaphanum
Brachionidium diaphanum är en orkidéart som beskrevs av Carlyle August Luer och Roberto Vásquez. Brachionidium diaphanum ingår i släktet Brachionidium och familjen orkidéer. Inga underarter finns listade i Catalogue of Life.